# تورنتون لو بینز
تورنتون لو بینز (به انگلیسی: Thornton-le-Beans) یک روستا و محله مدنی در بریتانیا است که در همبلتون واقع شده‌است. تورنتون لو بینز ۲۵۵ نفر جمعیت دارد.